# Lucía Raynero Morales
Lucía Raynero Morales (Caracas, Venezuela, 3 de diciembre de 1955) es una historiadora venezolana, profesora visitante de la Universidad de Oxford durante 2009 - 2010 e investigadora de la Universidad Católica Andrés Bello (UCAB). Antes de marcharse para convertirse en la catedrática sobre Andrés Bello en Oxford, escribió una biografía sobre José Gil Fortoul. Asistió al Instituto Multinacional de Estudios Americanos de la Universidad de Nueva York como becaria visitante Fulbright en 1999. En 2009, fue miembro de "La Independencia de Venezuela 200 años después" siendo parte del comité de jueces del público en general.

## Biografía
Lucía Raynero Morales nació el 3 de diciembre de 1955 en Caracas, Venezuela. Obtuvo el título de Licenciada en Educación con mención académica en Ciencias Sociales de la Universidad Católica Andrés Bello el 22 de octubre de 1982. El 31 de marzo de 1989, obtuvo su Maestría en Artes en Historia de las Américas, summa cum laude de la misma Universidad.
En 1999, asistió al Instituto Multinacional de Estudios Americanos de la Universidad de Nueva York como becaria Fulbright.

## Carrera profesional
En 1982, obtuvo su licencia educativa y se convirtió en profesora asistente impartiendo seminarios sobre la historia de Venezuela. De 1989 a 1994 fue profesora de Historia Contemporánea y Civilizaciones Orientales en la Universidad Metropolitana. En 1990, comenzó a enseñar simultáneamente en la UCAB. Se convirtió en profesora asociada de tiempo completo de la Escuela de Educación de la UCAB en 1993. Raynero comenzó a impartir asignaturas de grado superior, III y IV, en Historia como profesora titular. En 2007, se convirtió en jefa de departamento de la facultad de Ciencias Sociales e investigadora del Centro de Investigación y Formación Humanística de la UCAB.